# Stephen Heller

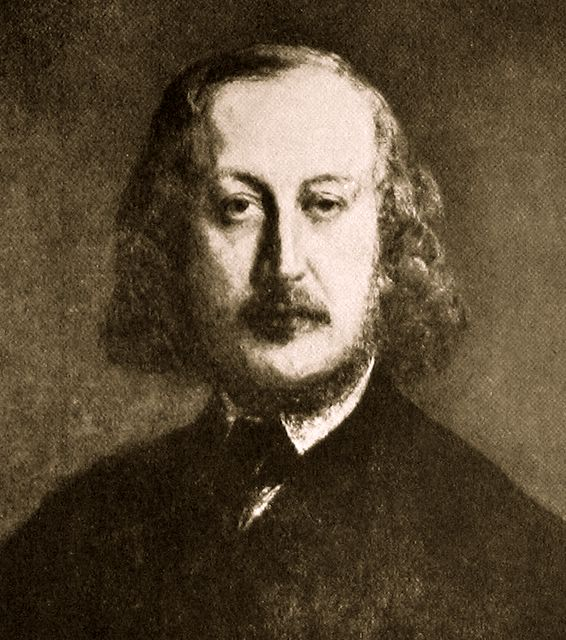
Stephen Heller

Stephen Heller, född 15 maj 1813 i Pest, död 14 januari 1888 i Paris, var en ungersk kompositör och pianist.
Heller utbildades av pianolärare i Wien med Carl Czerny och Anton Halm som lärare och uppträdde första gången 1827. Efter en stor konsertresa genom Tyskland 1829 stannade han 1830-38 i Augsburg, där han försökte sig med kompositioner, vilka varmt lovordades av Robert Schumann. 1838 bosatte han sig i Paris, där han umgicks med Frédéric Chopin, Franz Liszt och Hector Berlioz samt småningom vann stort anseende som konsertspelare och lärare, slutligen även som kompositör.
Hans bättre tonsättningar (mest karaktärsstycken för piano som: Im Walde, Nuits blanches, Promenades d’un solitaire, Kinderscenen, Tarantellen, Études) utmärker sig för en utsökt, naturfrisk poesi samt en sällsynt elegans. De är besläktade med Chopins verk, men med fullt utpräglad originalitet samt mera enkla i harmoniskt och livfulla i rytmiskt avseende. Paris konservatorium erbjöd honom förgäves, en professorsplats och har bland sin undervisningsmateriel upptagit de flesta av hans kompositioner.